# Karl Christian Eduard Hiersemenzel
Karl Christian Eduard Hiersemenzel (auch Carl; Pseudonym: Eduard von Schönau; * 20. Juli 1825 in Schönau an der Katzbach, Landkreis Goldberg, Provinz Schlesien; † 6. Dezember 1869 in Berlin) war ein deutscher Jurist.

## Leben
Hiersemenzel war Sohn des Kaufmanns und Bürgermeisters von Schönau, Carl Wilhelm Traugott Hiersemenzel, und der am 16. November 1807 mit ihm verehelichten Johanne Christiane, geborenen Schnürer (* 1789; † 27. Juli 1823).
Bis er 13 Jahre alt war, bekam Carl Eduard Hiersemenzel Privatunterricht. Das Studium der Rechtswissenschaften absolvierte er an der Universität Breslau. Er war zunächst an den Gerichten von Sagan, Königsberg, Berlin, Charlottenburg und Mittenwalde tätig. 1851 wurde er Assessor, 1859 dann Stadtrichter in Berlin. 1868 verließ er diese Stellung und arbeitete in Berlin als Rechtsanwalt und Notar.
Am 25. März 1860 wurde Carl Eduard Hiersemenzel mit Clara Minna Asta, geborenen Schleh (* 23. September 1840; † 1922) verehelicht, der Tochter von Gustav Adolph Gotthold Schleh (vormals Schlesinger) und der Henriette Wilhelmine Schleh, geborenen Jülich.  Das Paar hatte einen Sohn, den Bankbeamten Karl Eduard Wolfgang von Hiersemenzel. Die Ehe wurde geschieden, und Asta Hiersemenzel heiratete 1867 in zweiter Ehe den Professor für Kirchenrecht Emil von Friedberg.
Hiersemenzel gründete 1859 die Preußische Gerichtszeitung, die ab 1861 als Deutsche Gerichtszeitung erschien und die als Publikationsorgan des Deutschen Juristentages bis 1867 unter seiner Redaktion stand. Ein wichtiger Mitarbeiter der Gerichtszeitung war der mit Hiersemenzel seit der Zeit der Breslauer Burschenschaft befreundete Ferdinand Lassalle.
Hiersemenzel war auch an der Gründung einer juristischen Gesellschaft in Berlin beteiligt, die schließlich den Deutschen Juristentag auf den Weg brachte. Die ersten Juristentage wurden von ihm noch beeinflusst, jedoch zog er sich aufgrund von Zerwürfnissen 1866 vom Juristentag, 1867 aus der juristischen Gesellschaft zurück. Daneben arbeitete er mit Wendelin von Maltzahn an einer historisch-kritische Ausgabe von Friedrich Schillers Werken und besorgte dabei die Herausgabe von bisher noch nicht publizierten Gedichten.

## Publikationen (Auswahl)
- Vergleichende Uebersicht des heutigen römischen und preußischen gemeinen Privatrechts, 2 Bände, Hempel, Berlin 1852–1854.
- Ergänzungen und Erläuterungen zum Allgemeinen Landrecht, 4+2 Bände, Hempel, Berlin 1854–1858.
- Preußisches Handelsrecht, Berlin 1856.
- Zur Lehre vom kaufmännischen Commissionsgeschäft, Reichenbach, Leipzig 1859.
- Das Verfassungs- und Verwaltungsrecht des Norddeutschen Bundes und des deutschen Zoll- und Handelsvereins, 2 Bände, Berlin 1868–1870.